# My Shameful
My Shameful war eine finnische Funeral- und Death-Doom-Band, die im Jahr 1999 gegründet und im Jahr 2015 aufgelöst wurde.

## Geschichte
Die Band wurde im Jahr 1999 von Sami Rautio und Harri Jussila gegründet. Im Folgejahr veröffentlichten beide die ersten drei Demos, wobei auf diesen ein Drumcomputer verwendet wurde. Die ersten beiden Demos erschienen im Jahr 2000, während das dritte im Jahr 2001 bei dem italienischen Label Nocturnal Music als EP erschien. Dadurch erreichte die Band einen Vertrag bei Firebox Records. Daraufhin wurde das Debütalbum Of All the Wrong Things aufgenommen, wobei Rautio zu diesem Zeitpunkt das einzige noch verbliebene Mitglied der Band war. Das Album wurde im Jahr 2003 veröffentlicht. Das zweite Album …of Dust folgte im Jahr 2004 wobei Rautio noch immer das einzige Bandmitglied war. Nach Veröffentlichung des Albums kamen der Schlagzeuger Mark Napier, der Gitarrist Mario Hahn und der Bassist Twist zur Besetzung. Im Jahr 2005 hielt die Band neun Auftritte ab, davon jeweils einer in Prag und in Berlin. Das letzte Konzert des Jahres hielt die Gruppe zusammen mit Debris Inc. in Würzburg ab. 2006 folgte das nächste Album The Return to Nothing. Im Jahr 2007 spielte die Band auf der Berliner Popkomm und dem Way of Darkness Festival in Bamberg. In den Jahren 2008 und 2013 schlossen sich die Alben Descend und Penance an. Im Oktober 2015 gab die Band ihre Auflösung bekannt. Im Jahr 2019 formierten Rautio und Fröhling mit Oakmord ein Folgeprojekt.

## Stil
Auf …of Dust habe die Band laut Melanie Aschenbrenner vom Metal Hammer sich von den früheren My Dying Bride vergleichen lösen können. Die Musik sei meist sehr langsam und die Riffs sich wiederholend. Laut Christian Hector vom Metal Hammer habe die Band auf The Return to Nothing das Tempo nun komplett heruntergefahren, wohingegen die Band auf …of Dust dieses noch gelegentlich angehoben hätte. Das Album sei zudem monotoner und extremer als die beiden Vorgänger. Das Growling sei mit einem heiseren Kreischen unterlegt und es würde auch gelegentlich klarer Gesang eingesetzt werden. Auf Keyboards sei auf dem Album verzichtet worden. Hector ordnete das Album dem Funeral Doom zu.

## Diskografie
- 2000: Your Dark Overwhelming (Demo, Eigenveröffentlichung)
- 2000: Sown in Sadness (Demo, Eigenveröffentlichung)
- 2001: To All I Hated (EP, Nocturnal Music)
- 2003: Of All the Wrong Things (Album, Firebox Records)
- 2004: …of Dust (Album, Firedoom Music)
- 2006: The Return to Nothing (Album, Firedoom Music)
- 2008: Descend (Album, Firedoom Music)
- 2013: Penance (Album, Eigenveröffentlichung)
- 2014: Hollow (Album, Moscow Funeral League Records)
- 2014: The Symmetry of Grief (Split-EP mit Who Dies in Siberian Slush, Moscow Funeral League Records)